# Nattens cirkus
Nattens cirkus (engelska: The Night Circus) är en amerikansk fantasyroman från 2011, skriven ursprungligen för tävlingen NaNoWriMo av författaren Erin Morgenstern. Det är hennes debutroman. Romanen har erhållit Locuspriset.

## Handling
Handlingen börjar år 1873 i New York, då femåriga Celia anländer till sin far, magikern och artisten Prospero Besvärjaren, med ett självmordsbrev från sin mor fastnålat på sin kappa. Fadern antar tidigt i Celias liv en utmaning från en annan magiker, ett spel med sin dotter som insats mot en annan jämnårig spelare. När Celia blir äldre ger hon sig på allvar in i spelet genom att gå med i cirkusen La Cirque des Rêves där hon möter sin motståndare, Marco.